# Bertrand Badré
Pour les articles homonymes, voir Badré.
Bertrand Badré, né le 10 mai 1968 à Versailles, est un homme d'affaires français.
Ancien directeur financier de la Banque mondiale, directeur financier du Crédit agricole et de la Société générale, ainsi qu’ancien conseiller pour l’Afrique et le développement auprès du président de la République Jacques Chirac, Bertrand Badré est le PDG du fonds d'investissement Blue Like an Orange Sustainable Capital qu'il a créé en 2017.
Il est le fils de l'homme politique Denis Badré.

## Biographie

### Jeunesse
Bertrand Badré naît à Versailles en mai 1968 dans une famille catholique pratiquante. Son père est Denis Badré, sénateur des Hauts-de-Seine jusqu'en 2011, maire de Ville-d'Avray et directeur général de l’APCA (Assemblée permanente des Chambres d'agriculture), sa mère, Sabine Vasseur.
Ancien élève du lycée Hoche, Bertrand Badré est diplômé de l'université Paris-IV en histoire, de HEC Paris, de Sciences Po Paris et de l'École nationale d'administration (ENA), dont il sort dans le corps de l'Inspection générale des finances.

### Carrière
Il commence sa carrière à BFI-Ibexsa en 1989, et travaille ensuite au ministère des Finances au sein de l'Inspection générale des finances[réf. souhaitée].
En 1999, il devient directeur-adjoint de la banque Lazard à Londres, puis vice-président, et directeur à New York (2000). Il devient associé à Paris en 2004, et travaille notamment sur la restructuration de l’Eurotunnel,.
En 2003, il rejoint le cabinet du président de la République Jacques Chirac et devient son représentant personnel adjoint chargé de l'Afrique dans le cadre du G8. Il participe à ce titre à l’organisation du sommet du G8 à Évian, et prépare l’adoption du Plan d'Action pour l'Eau du G8, ainsi que le partenariat entre le G8 et le Nouveau partenariat pour le développement de l'Afrique (NEPAD).
Il contribue également à la conception financière du Finance Facility for Immunization (IFFIm) pour l’Alliance globale pour les vaccins et l'immunisation (GAVI). Il a été également rapporteur général du rapport Landau sur « le financement et développement et taxation internationale », à l’origine de la création de UNITAID, avec près de 2 milliards de dollars mobilisés pour la recherche et les vaccins grâce à une taxe de solidarité sur les billets d'avion,.
Le 1er octobre 2007, Bertrand Badré devient directeur financier du Crédit agricole puis, entre 2011 et 2013, du groupe Société générale.
Bertrand Badré est également vice-président de la Société de financement de l'économie française (SFEF), créée par le gouvernement pour soutenir les banques et le financement de l’économie en 2008[réf. souhaitée].

#### À la Banque mondiale
En 2013, Bertrand Badré est nommé directeur général finances de la Banque mondiale, et dans ce cadre va représenter l’organisation au sein du G7, du G20, et du Conseil de stabilité financière (Financial Stability Board ou FSB).
Le passage de Badré à la Banque a également été marqué par un conflit avec le personnel concernant un "bonus" très inhabituel de 94 000 $ qu'il avait demandé à Jim Yong Kim pour compléter sa rémunération.

#### Fonds d'investissementBlue like An Orange Sustainable Capital
Il quitte la Banque mondiale en 2016, et lance un fonds d'investissement baptisé Blue like An Orange Sustainable Capital. Le 2 juin 2020, sa société boucle sa première levée de fonds, recueillant 200 millions de dollars, (180 millions d’euros) pour financer des projets susceptibles de produire un impact positif dans des pays émergents.

### Autres mandats
- Membre du Conseil d'Administration de l'Institut Aspen France[réf. souhaitée]
- Young Leader de la French-American Foundation (2002)
- Membre du Conseil d'Administration d'Eurazeo (2010-2012)[10]
- Membre du comité de parrainage du Collège des Bernardins
- Président de la fondation Paris Agreement Research Commons (PARC[11]), qui fait partie du réseau de l'Institut Louis Bachelier et qui héberge notamment l'Observatoire de la finance durable

### Vie privée
Il est le petit-fils de Louis Badré, un ingénieur général des eaux et forêts qui fut directeur général de l'Office national des forêts, et le fils de Denis Badré, polytechnicien et ingénieur des eaux et forêts, ancien patron de l'administration du ministère de l'Agriculture et de celui de l'Environnement, et homme politique. Il a hérité de ces deux ancêtres un catholicisme militant
Marié en 1995 à Vanessa du Merle, juriste et historienne d'art, Bertrand Badré est le père de quatre enfants.
Il est passionné de montagne.

## Publications
- 2016 : Money Honnie : si la finance sauvait le monde.
- 2020 : Voulons-nous (sérieusement) changer le monde ?